# 无肩带胸罩

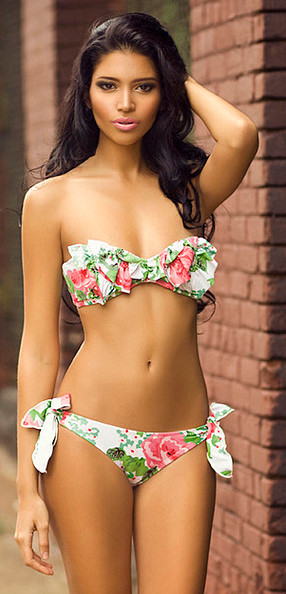
穿著泳裝的女性，其上半身即為无肩带胸罩

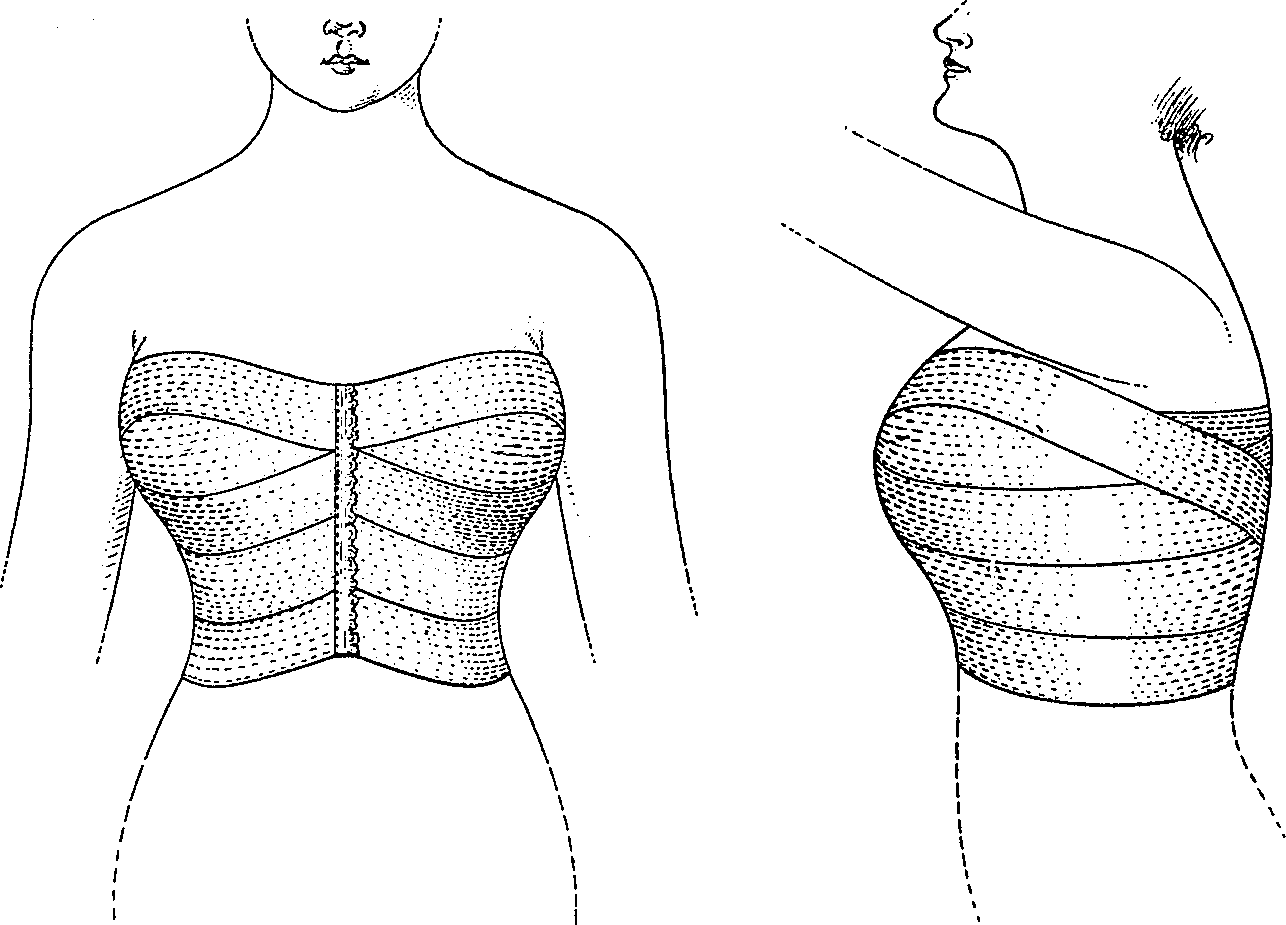
美國1914年類似概念的專利

无肩带胸罩（法语，複數形式为）也稱為狭带胸罩，是用細長型布料作成、但沒有肩帶的胸罩，早在古羅馬时代就開始有這類的穿著。

## 歷史
羅馬時代就有人穿著无肩带胸罩。在上世纪20年代時无肩带胸罩是指一種造式簡單的胸罩，一般會是柔軟的布料及精緻的裝飾，對於乳房支撐或是塑型的效果不大。當時一般會是由有彈性的布料製成，目的是為了使乳房不會太過明顯，以符合當時的流行趋势。當這種服裝不再流行後，開始用brassiere或是bra來描述現在使用的胸罩。
在40年代起，无肩带胸罩開始成為兩件式（two pieces）泳衣的一部份。50年代的无肩带胸罩增加了調整胸型的功能，但還是維持較簡單的圓形或是帶狀外形，強調其腹部的赤裸。自比基尼泳裝盛行後，无肩带胸罩的熱潮開始消退，在80年代又重新流行，特別使用氨綸及其他彈力面料混紡制成的无肩带胸罩。側邊支撐，中心前方的V型線等都是流行的設計元素。
在現在的運動服裝或泳衣中，无肩带胸罩可以在前面或後面固定而沒有肩帶，也可能因為本身很有彈性不需另外固定。有時无肩带胸罩會附一個可拆的肩帶，可以繞過頸部固定。自70年代起，有一種稱為無肩背心的服裝，包覆範圍較无肩带胸罩要大，也成為正式服裝或是運動服裝的一部份。
美國在1914年有提出一個專利，概念類似无肩带胸罩。

## 相關的服裝
- 和无肩带胸罩一様沒有肩帶的衣物有無吊帶連褲胸衣、束腹及女式緊身褡。
- 若无肩带胸罩加上了肩帶，即為一般所稱的胸罩（brassiere）。
- 若无肩带胸罩加上了颈带，即为一般所称的挂颈式肩带（halter/halterneck）。
- 在伊斯蘭化以前的巴厘岛文化中，女人在日常生活中是赤裸上身的。若要進入廟宇或是出席重要儀式時，會穿上稱為sabuk的无肩带胸罩[3]。
- 有一種新型的無肩帶黏貼式胸罩（如NuBra），或甚至僅有兩片黏貼式胸墊款式，主要用來搭配禮服，露背裝等穿著，亦稱隱形胸罩或隱形內衣。

## 外部連結
- Google （页面存档备份，存于）
- bridgat